# يوهان كريستوف باخ الأول
يوهان كريستوف باخ الأول (بالألمانية: Johann Christoph Bach I)‏ (و. 1642 – 1703 م) هو ملحن، وعازف أرغن، ولد في آرن اشتات، توفي في أيسناخ، عن عمر يناهز 61 عاماً.

## روابط خارجية
- يوهان كريستوف باخ الأول على موقع ميوزك برينز (الإنجليزية)
- يوهان كريستوف باخ الأول على موقع أول ميوزيك (الإنجليزية)
- يوهان كريستوف باخ الأول على موقع ديسكوغز (الإنجليزية)